# Isola di San Domino
L'isola di San Domino è un'isola italiana facente parte dell'arcipelago delle Isole Tremiti (o Diomedee) nel mar Adriatico. È per superficie la prima isola pugliese oltre che dell'arcipelago tremitese.
Rientra amministrativamente nel comune delle Isole Tremiti, in provincia di Foggia.

## Geografia e morfologia
L'isola si sviluppa su una superficie di circa 208 ha, per una lunghezza di 2 600 metri, una larghezza di 1 700 metri, con uno sviluppo costiero di 9 700 metri e un'altezza massima di 116 metri s.l.m. (Colle dell'Eremita).
Dista 450 metri da San Nicola, 1 450 metri da Capraia e 200 metri dal Cretaccio.

### La costa
Lungo il periplo dell'isola si aprono diverse insenature e grotte che si possono scoprire grazie alle escursioni in barca. Seguendo il perimetro dell'isola in senso orario, partendo dal Porto di San Domino, troviamo la Cala delle Arene, l'unica spiaggia sabbiosa e dal fondale basso dell'arcipelago diomedeo, la Punta dello Spido (luogo più orientale dell'isola), la Cala dello Spido, la Punta Matano, la Cala Matana, a cui il cantautore Lucio Dalla, che possedeva un appartamento nei suoi pressi, ha dedicato l'album discografico Luna Matana, la Punta dal Pigno, la Cala del Pigno, la Cala dell'Elefante, lo Scoglio dell'Elefante (anche detto L'Elefante), denominato così per l'animale di cui ricorda la forma, la Grotta del Sale, la Cala del Sale, la Cala delle Roselle, la Grotta delle Viole, la Cala di Zio Cesare (anche detta Cala Zio Cesare), la Punta di Zio Cesare (anche detta Punta di Ponente, luogo più meridionale dell'isola  e dell'intero arcipelago), Le tre Senghe, la Grotta delle Murene, la Punta della Provvidenza, la Grotta del Bue Marino, la Cala del Bue Marino, L'Architello, la Punta Secca , la Grotta delle Rondinelle, la Cala dei Benedettini, denominata così per la vicina Cisterna dei Benedettini, la Punta del Vapore, la Cala degli Inglesi, la Punta del Vuccolo (luogo più occidentale dell'isola  e dell'intero arcipelago), la Cala Tramontana, la Cala Tonda, la Grotta del Coccodrillo, la Cala Tamariello, la Punta del Diamante (luogo più settentrionale dell'isola) e I Pagliai, un insieme di quattro grandi scogli.
La  grotta delle Viole è posizionata sul versante meridionale dell'isola e pare abbia assunto questo nome per le migliaia di fiori selvatici che vi fioriscono all'interno, anche se un'altra teoria vuole tale denominazione per la colorazione rosso violacea delle alghe calcaree che tappezzano le pareti sommerse della stessa.

## Flora e fauna
L'isola di San Domino tra quelle dell'arcipelago delle Tremiti è la più ricca di vegetazione e, a detta di molti, la più bella dal punto di vista paesaggistico e naturalistico. L'isola è in parte coperta da una pineta composta quasi esclusivamente da pini d'Aleppo che degrada, in molti punti, fino alle rocce che vanno a strapiombo sul mare. Il sottobosco, rigoglioso, è costituito da specie tipiche della macchia mediterranea, quali rosmarino, ginepro, lentisco, mirto e fillirea. Sull'isola sono presenti colture di viti e di olivi. Per quanto riguarda la popolazione animale dell'isola si riscontra, soprattutto nella parte costiera sud-orientale, una concentrazione di diplopodi del genere dei Narceus.

## Storia

### Preistoria
San Domino è l'isola dell'arcipelago che rileva le tracce di presenza umana più antiche. In contrada Prato Don Michele sono stati infatti trovati i resti di un villaggio del Neolitico (VII millennio a.C.), caratterizzato da ceramiche impresse, incise e levigate.
Un altro villaggio del Neolitico (IV millennio a.C.), caratterizzato da ceramiche a bande punteggiate, bande rosse marginate e da ceramiche graffite, si trova sul versante nord-occidentale, sul pendio che dalla pineta digrada verso Cala Tramontana e Cala degli Inglesi. In zona sono riscontrabili fosse sepolcrali, collocabili entro i livelli del Neolitico medio, contenenti corredi del Neolitico superiore (primi secoli del III millennio a.C.).

### Medioevo
L'isola porta il nome del vescovo e martire San Domino, al quale era consacrata, insieme all'apostolo san Iacopo, una chiesetta in loco. Siccome i primi documenti relativi alla Prepositura di S. Iacopo in Tremiti sono databili al IX secolo si ritiene che il primo insediamento monacale dei Benedettini sia stato su quest'isola, proprio in questo periodo, e in un secondo tempo, successivo all'anno Mille, sia iniziata la costruzione del monastero nella vicina isola di San Nicola. Anche in seguito al trasferimento nella vicina isola della comunità monastica, San Domino rimane nel patrimonio di questa, la grande cisterna, detta appunto Cisterna dei Benedettini e insieme alla cala, anch'essa dei Benedettini, sono la prova palese della presenza nell'isola dell'Ordine cassinese.
Alla fine del Quattrocento l'isola fu lasciata dai Cistercensi, succeduti alla guida del monastero sull'isola di San Nicola ai Benedettini, prima al cardinale Marmaldo e in seguito al cardinale di San Sisto e arcivescovo di Ragusa di Dalmazia Giovanni Dominici.
In questo periodo sul colle più alto dell'isola dimorò un tale Pietro Colono, e per questo motivo il colle fu ridenominato colle dell'eremita. Pietro Colono sarà accolto in seguito come oblato nella piccola comunità di Canonici Lateranensi guidata da Leone da Cararra, che in seguito a pressioni e lettere apostoliche si trasferirono nel 1412 sull'isola di San Nicola per ordine di Gregorio XII per far rinascere l'antico centro religioso in abbandono in seguito alla strage compiuta dal corsaro dalmata Almogavaro che aveva messo fine alla presenza cistercense nell'arcipelago. La comunità lateranense si prese cura dell'isola considerandola oasi di pace e di riposo per l'animo. L'isola era lodata per la salubrietà dell'aria e l'abbondanza di vegetazione, uliveti e vigne ammantavano l'isola, ma non per questo mancavano altre specie, soprattutto di albero da frutto.

### Età moderna
Nel 1870 il monastero fu soppresso, e l'isola con le sue colture arboree e le sue vigne, venne nuovamente abbandonata. Nei primi decenni del Regno d'Italia fu ricostituita una colonia penale sull'arcipelago (le isole Tremiti ne furono sede già ai tempi del Regno di Napoli) e i direttori di essa si adoperarono nella salvaguardia di queste colture, impiegando nei lavori agricoli i domiciliati coatti, ottenendo scarsissimi risultati.

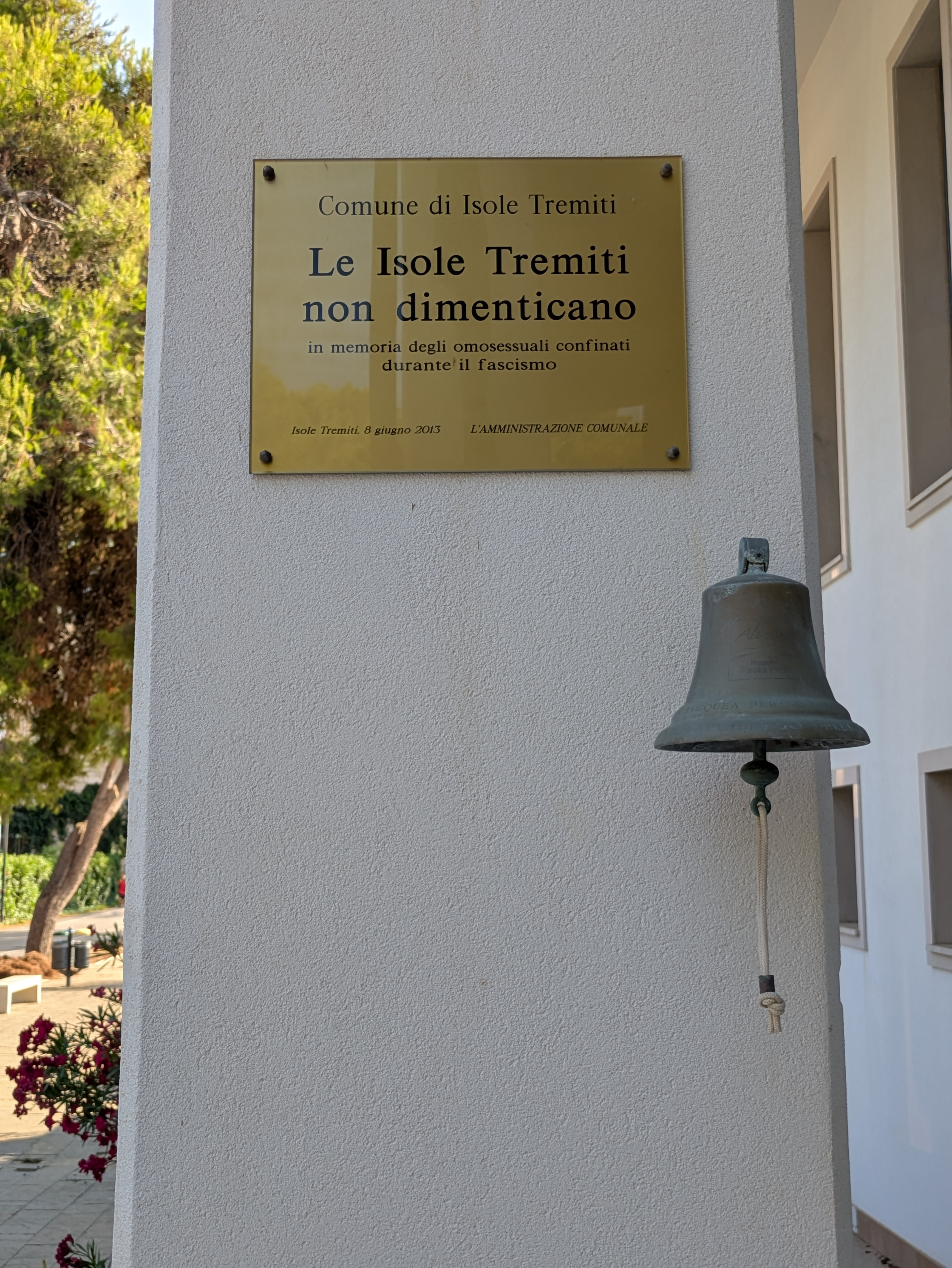
Targa a ricordo degli omosessuali confinati alle Tremiti

Durante gli ultimi anni del regime fascista divenne una colonia penale per persone omosessuali.

## Turismo
Delle isole dell'arcipelago San Domino è la più completa nell'offerta turistica.